# Копинг
Стратегии преодоления стресса (англ. coping, coping strategy) — действия, предпринимаемые человеком, чтобы справиться со стрессом. Понятие объединяет когнитивные, эмоциональные и поведенческие стратегии, которые используются для совладания со стрессом и психологически трудными ситуациями в обыденной жизни. Близкое понятие, широко используемое и глубоко разработанное в русской психологической школе — переживание (в значении преодоление неблагоприятных последствий стресса) (см. например, Ф. Е. Василюк).

## Определение

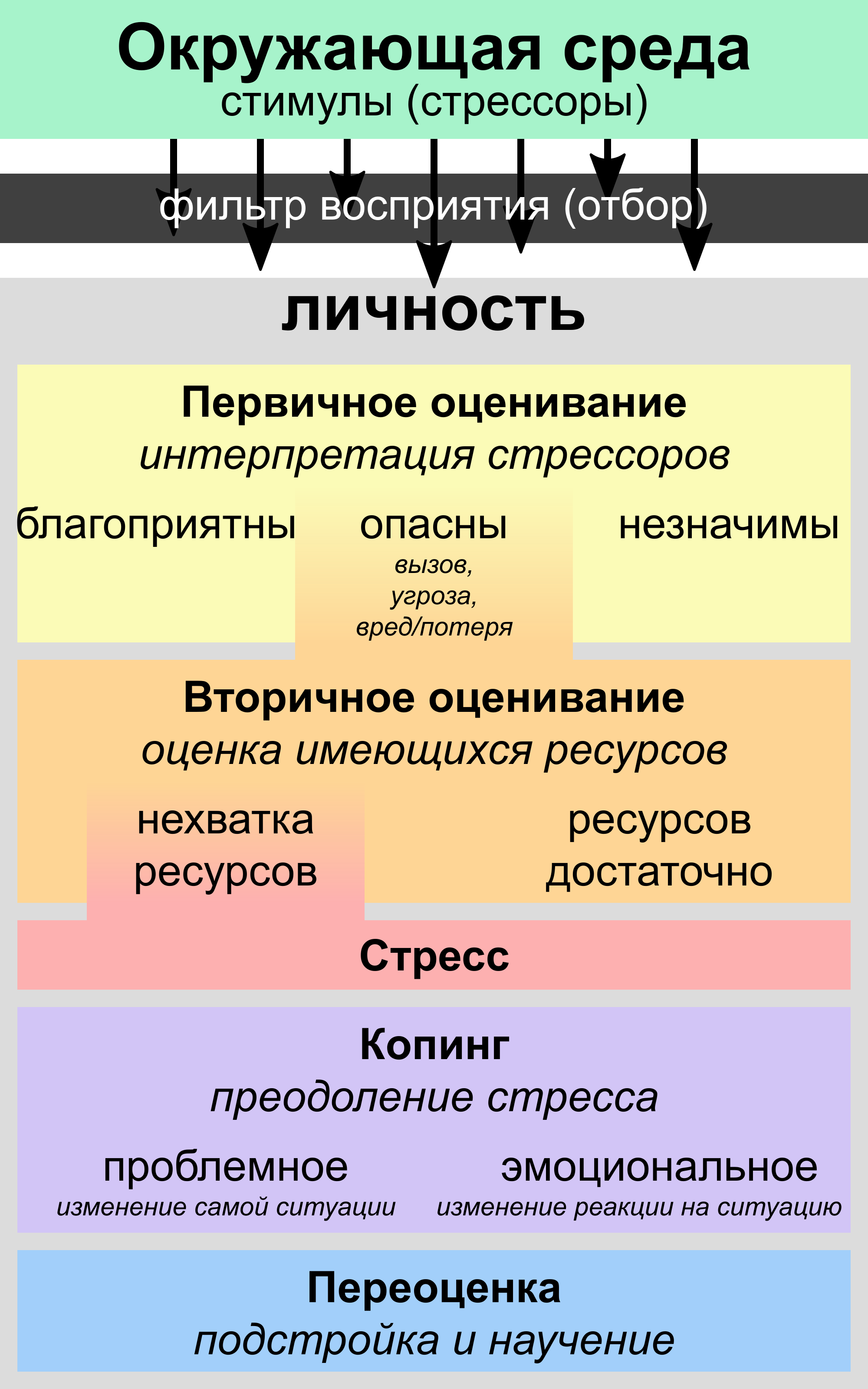
Транзакционная модель стресса Ричарда Лазаруса

Впервые термин появился в психологической литературе в 1962 году; Л. Мерфи применила его, изучая, каким образом дети преодолевают кризисы развития. Четыре года спустя, в 1966 году Ричард Лазарус в своей книге «Психологический стресс и процесс совладания с ним» (англ. Psychological Stress and Coping Process) обратился к копингу для описания осознанных стратегий совладания со стрессом и с другими порождающими тревогу событиями.
Как показано Лазарусом, стресс — это дискомфорт, испытываемый человеком для эффективного реагирования на вызовы среды, при индивидуальном восприятии им недостаточности имеющихся и доступных ему ресурсов. Именно индивид оценивает ситуацию как стрессовую или нет. По Лазарусу и Фолкман, индивиды оценивают для себя величину потенциального стрессора, сопоставляя запросы среды с собственной оценкой ресурсов, которыми они владеют, чтобы справиться с этими самыми запросами.
Co временем понятие «копинг» стало включать в себя реакцию не только на «чрезмерные или превышающие ресурсы человека требования», но и на каждодневные стрессовые ситуации. Содержание копинга при этом осталось тем же: копинг — это то, что делает человек, чтобы справиться со стрессом: он объединяет когнитивные, эмоциональные и поведенческие стратегии, которые используются, чтобы справиться с запросами обыденной жизни. Мысли, чувства и действия образуют копинг-стратегии, которые используются в различной степени в определенных обстоятельствах. Таким образом, копинг — это поведенческие и когнитивные усилия, применяемые индивидами, чтобы справиться со взаимоотношениями человек-среда.
При этом подчеркивается, что реакции индивида на стрессовую ситуацию могут быть как произвольными, так и непроизвольными. Непроизвольные реакции — это те, что основаны на индивидуальных различиях в темпераменте, а также те, что приобретены в результате повторения и больше не требуют сознательного контроля.
Современная социальная действительность делает трудные ситуации важными элементами взаимодействия человека с окружающим миром. В многочисленных исследованиях совладающего поведения установлено, что факторами, влияющими на выбор стиля и стратегии совладающего поведения, являются как особенности ситуации и воспринимаемый контроль над ней, так и особенности личности.
Чаще всего среди личностных детерминант называют:
- самооценку, самопринятие, локус контроля и уровень тревожности;
- возраст, пол и гендер;
- социальную компетентность, принадлежность человека к большому и малому социуму (этнической группе и социальному слою), социальный опыт, приобретенный в семье, школе и социальную роль[7].

Психологи, занимающиеся проблематикой копинг-поведения, придерживаются разных точек зрения на эффективность стратегий совладания. Если во многих теориях учитывается, что копинг-стратегии по своей сути могут быть как продуктивными, функциональными, так и непродуктивными, дисфункциональными, то существуют авторы, с точки зрения которых неотъемлемой характеристикой копинг-поведения является его полезность; они определяют совладание как «адаптивные действия, целенаправленные и потенциально осознанные», которые последовательно используются индивидом, чтобы справиться со стрессом. Другие похожие термины — это копинговые тактики и копинговые ресурсы (Frydenberg , Lewis, 1999).

## Ресурсный подход к стратегиям преодоления стресса
Достаточно недавно исследователи, занимающиеся проблематикой копинг-стратегий, при взгляде на копинг стали придерживаться так называемого ресурсного подхода. Ресурсный подход делает акцент на то, что существует процесс «распределения ресурсов» (commerce of resources), который объясняет тот факт, что некоторым людям удается сохранять здоровье и адаптироваться несмотря на различные жизненные обстоятельства [Frydenberg, Lewis, 2002, p. 176].
Ресурсные теории предполагают, что существует некоторый комплекс ключевых ресурсов, которые «управляют» или направляют общий фонд ресурсов. То есть «ключевой ресурс — это главное средство, контролирующее и организующее распределение (торговлю) других ресурсов» [Hobfoll, 1988, p. 12, цит. по:].
К ресурсному подходу относят работы некоторых серьёзных исследователей, в которых ранее отсутствовала связь с изучением копингового поведения (Frydenberg, Lewis). В рамках ресурсного подхода рассматривают широкий спектр различных ресурсов, как средовых (доступность инструментальной, моральной и эмоциональной помощи со стороны социальной среды), так и личностных (навыки и способности индивида). Хобфолл предлагает теорию сохранения ресурсов (Conservation of Resources, COR — теория), в которой рассматривает два класса ресурсов: материальные и социальные, или связанные с ценностями (esteem). Так, например, М. Селигман [Seligman, 1992, 1995, цит. по:] в качестве главного ресурса в совладании со стрессом рассматривает оптимизм. Другие исследователи в качестве одного из ресурсов, влияющих на используемые копинг-стратегии, предлагают конструкт «жизнестойкость» (hardiness) [Maddi, 2002; Solcova, Tomanek, 1994;
Williams et al., 1992].
Конструкт самоэффективности, разработанный Альбертом Бандурой, также можно рассматривать как важный ресурс, влияющий на копинговое поведение (Frydenberg, Lewis). По Э. Фрайденберг, с самоэффективностью связаны познавательные процессы, которые относятся к внутренним убеждениям людей об их собственной способности совладания. Это убеждение в человеке подчеркивает способность к «центральной» организации и использованию собственных ресурсов, а также способность к получению ресурсов из окружающей среды (Frydenberg, Lewis).
Ресурсный подход предполагает, что владение и управление ресурсами и применяемые копинг-стратегии могут оказывать друг на друга взаимное влияние. Так, если у подростка нет желания эффективно взаимодействовать со своим социальным окружением, у него будет мало друзей. В этом случае можно заявить, что копинг-стратегия повлияла на ресурсы. Напротив, в случае, если ребенок рос в обедненной социальной среде, то есть, у ребенка были ограниченные ресурсы, это обстоятельство может повлиять на предпочитаемые им копинг-стратегии и на частоту использования им социальной поддержки в качестве стратегии совладания со стрессом (Frydenberg, Lewis).

## Классификации копинг-стратегий
Поскольку интерес к копинг-стратегиям возник в психологии относительно недавно и из-за сложности самого феномена совладания с трудностями, исследователи ещё не пришли к одной единой классификации копинг-поведения. Работы по копинг-стратегиям пока ещё являются достаточно разрозненными, поэтому чуть ли не каждый новый исследователь при изучении проблематики копингового поведения предлагает свою собственную классификацию. При этом, чтобы хоть как-то систематизировать имеющиеся подходы к копинг-стратегиям, уже прилагаются усилия по классификации самих классификаций.

### Проблемно-фокусированные и эмоционально-фокусированные копинг-стратегии
Исследователи, первые использовавшие понятие копинга в психологии, предложили и первую классификацию копинг-стратегий. Лазарус и Фолкман предложили дихотомическую классификацию копинг-стратегий, выделив их следующую направленность:
- проблемно-фокусированные стратегии (11 копинговых действий);
- эмоционально-фокусированные стратегии (62 копинговых действия).

По Лазарусу в копинговом процессе представлен как проблемно-фокусированный, так и эмоционально-фокусированный аспект.
Другими исследователями предлагались похожие классификации копинг-стратегий. Так, например, Моос и Шеффер выделяют три стратегии:
- сфокусированная на оценке;
- сфокусированная на проблеме;
- сфокусированная на эмоциях.

Перлин и Шулер предлагают аналогичную предложенной Моосом и Шеффером классификацию, выделяя в ней три следующих стратегии:
- стратегия изменения способа видения проблемы;
- стратегия изменения проблемы;
- стратегия управления эмоциональным дистрессом[15].

Эти две классификации практически повторяют классификацию Лазаруса и Фолкман. При этом Моос и Шеффер и, соответственно, Перлин и Шулер выделяют в стратегии «фокусировка на проблеме» действия двух типов:
- когнитивные («фокусировка на оценке» и «изменение способа видения проблемы», соответственно);
- поведенческие («фокусировка на проблеме» и «стратегия изменения проблемы», соответственно).

Многие из классификаций копинг-стратегий, возникавшие вслед за классификацией Лазаруса и Фолкман, составлялись в той же традиции, предлагая дихотическое разделение копинг-стратегий по принципу «работа с проблемой» или «работа с отношением к проблеме». Таким образом, многие классификации копинг-стратегий, в основном, сводятся к различению между активными, фокусированными на проблеме усилиями справиться с внешними запросами проблемы против более интроспективных усилий переформулировать или когнитивно переоценить проблему так, что она лучше соответствует внешним требованиям.

### Когнитивные, поведенческие и эмоциональные копинг-стратегии
Кроме того, некоторые исследователи предлагают классификации, в которых копинг-стратегии различаются в зависимости от типов процессов (когнитивных, поведенческих, эмоциональных), лежащих в их основе. Так, Никольская и Грановская выделяют три больших группы копинг-стратегии, проходящих на следующих уровнях: познание, поведение и эмоциональная проработка подавленного.
Есть и классификации, имеющие дело только с одним типом процессов. Так, например, Коплик, рассматривая чисто когнитивные копинг-стратегии, предлагает дихотическую классификацию: стратегия поиска информации и стратегия закрытости для информации.
Напротив, Виталиано выделяет три способа эмоционально-ориентированного преодоления: самообвинение, избегание и предпочтительное истолкование [цит. по Нартова-Бочавер].
Другая теория [Fabes, Eisenberg & Eisenbud, 1993] также выделяет три вида эмоционального совладания, но в основе этой классификации лежит не тип демонстрируемой реакции, а то, на что направлены действия по совладанию: на регуляцию внутренней (переживаемой) эмоции; регуляцию поведения, связанного с переживанием эмоции; регуляцию контекста, вызывающего эмоцию [цит. по Losoya, 1998].

### Эффективные и неэффективные копинг-стратегии
В то же время, некоторые исследователи пришли к тому, что стратегии лучше всего сгруппировать в копинговые стили, представляющие собой функциональные и дисфункциональные аспекты копинга. Функциональные стили представляют собой прямые попытки справиться с проблемой, с помощью других или без неё, в то время как дисфункциональные стили связаны с использованием непродуктивных стратегий. В литературе принято называть дисфункциональные копинг-стили «избегающим копингом».
Так, например, Фрайденберг предлагает классификацию, в которой 18 стратегий сгруппированы в три категории: обращение к другим (обращение к другим за поддержкой, будь это сверстники, родители или кто-то ещё), непродуктивный копинг (стратегии избегания, которые связаны с неспособностью справиться с ситуацией) и продуктивный копинг (работать над проблемой, сохраняя оптимизм, социальную связь с другими и тонус). Как видно, копинг-стратегия в категории «Обращение к другим» стоит особняком от категорий «эффективного» и «неэффективного» копинга. Таким образом, несмотря на то, что данная классификация основана на измерении «эффективности или неэффективности», исследователями здесь все же предпринята попытка выделить ещё одно измерение — «социальная активность», которое с точки зрения исследователей не может однозначно оцениваться как продуктивное или непродуктивное.

### Копинг-стратегии как степень контроля над ситуацией
В психологической литературе также представлены иные классификации, которые рассматривают копинг-стратегии как специфические поведенческие конкретизации процессов произвольного контроля над действием, а именно, как планируемые поведенческие стратегии, которые служат для того, чтобы поддерживать или восстанавливать контроль в ситуациях, когда он подвергается угрозе. Так, например, в предложенной этими авторами классификации BISC [Behavioral Inventory on Strategic Control, «Руководство по стратегическому контролю поведения») предполагается, что копинг-стратегии детей варьируются по четырём измерениям стратегического поведенческого контроля: активная деятельность, косвенная деятельность, просоциальное поведение и антисоциальное поведение.
Похожая классификация предлагается Хобфоллом. В своей COR-теории (Conservation of Resources, «Теория сохранения ресурсов») он предлагает рассматривать в копинг-поведении шесть осей: просоциальная или антисоциальная направленность, прямое или непрямое поведение и пассивное или активное поведение.

## Копинг-стратегии и эффективное функционирование индивида
На сегодняшний день проблематика копинг-стратегий активно исследуется в самых разных сферах и на примере самых разных типов деятельности. Серьёзное внимание уделяется изучению связи копинг-стратегий, которые применяет индивид, с его эмоциональным состоянием, успешностью в социальной сфере и т. д. При этом копинг-стратегии оцениваются с точки зрения их эффективности или неэффективности, а за критерий эффективности принимается понижение чувства уязвимости для стрессов.
Так, например, получены данные, что копинговые реакции, фокусированные на проблеме (например, попытка изменить что-то в стрессовых взаимоотношениях с другим человеком или между другими людьми в своем социальном окружении) связаны с более низкими уровнями отрицательных эмоций в стрессовых ситуациях, которые воспринимаются как контролируемые. Кроме того, применение проблемно-фокусированных копинг-стратегий отрицательно связано с проблемами в поведении [Ayers, Sandier, West & Roosa, 1996, цит. по Losoya, 1998] и социальными проблемами [Compas, Malcarne & Fondacoro, 1988, цит. по: Losoya, 1998]. При этом показано, что дети, меньше применяющие проблемно-фокусированные копинг-стратегий, переживают больше проблем в адаптации [Compas et al, 1988, цит. по: Losoya]. Напротив, частое использование эмоционально-фокусированного копинга связано с более серьёзными проблемами в поведении, а также с большим количеством симптомов тревожности и депрессии [Compas, Ey, Worsham, Howell, 1996,, Compas et al., 1988, цит. по Losoya, 1998].
Такие стратегии, как поиск социальной поддержки, агрессивный копинг (например, вербальная/физическая агрессия для того, чтобы решить проблему или выразить чувства), отрицание также, похоже, связаны с компетентностью и способностью к адаптации. В пользу эффективности стратегии «поиск социальной поддержки» свидетельствуют и данные, полученные в других исследованиях [Parsons et al, 1996]. Здесь было показано, что школьники (мужского пола), получавшие более высокие баллы по шкале успеваемости, активнее использовали данную копинг-стратегию(в).
Положительной оценки также заслуживает такая стратегия, как активное решение проблем. Так, было показано, что подростки, способные к активному решению проблем, демонстрируют большую легкость в адаптации [Ebata, Moos, 1991, цит. по:].
Экспериментальные исследования предоставляют различные данные относительно того, как оценивать такую стратегию, как избегающий копинг (избегание стрессовых мыслей или ситуаций на поведенческом и когнитивном уровне). С одной стороны, он связывается с более высоким уровнем депрессии [Herman-Stahl et al., 1995, цит. по Losoya, 1998; Seiffge-Krenke, 1998], тревоги [Lewis & Kliewer, 1996, цит. по Losoya, 1998], сложностями адаптации в школе [Causey & Dubow, 1993, цит. по Losoya, 1998]. Напротив, другие исследователи демонстрируют, что дети со стратегией избегания демонстрируют меньше проблем с поведением в школе [Kliewer, 1991; Eisenberg et al., 1993, цит. по Losoya, 1998] и, по отзывам учителей, обладают большей социальной компетентностью [Kliewer & Sandier, 1993, цит. по Losoya, 1998]. Возможно, что избегающий копинг положительно связан с социальной успешностью в том случае, когда стрессовая ситуация является неконтролируемой и когда избегание помогает предотвратить разрастание негативной ситуации. Кроме того, исследователи предполагают, что избегающий копинг может быть полезен в ситуациях непродолжительного стресса, но в случае длительных стрессовых ситуаций избегание расценивается как неадаптивная реакция.
Неоднозначно оценивается и такая копинг-стратегия, как «позитивная переоценка ситуации» [Carpenter, 1992, Wethington, Kessler, 1991, цит. по Муздыбаев, 1998]. С одной стороны, придание проблеме позитивного значения уменьшает стресс и служит эмоциональному приспособлению к нему; с другой стороны, изменение отношения отвлекает от решения конкретных практических проблем. Тем не менее, представляется, что стратегия позитивной переоценки может быть эффективна в ситуации, когда субъект не может контролировать результат.
Что касается академической сферы, то работы по изучению влияния копинг-стратегий на академическую успешность пока представлены в психологической литературе очень слабо. Так, например, нельзя четко и однозначно заявить, что успешные копинг-стратегий ведут к сверхдостижениям в учёбе (под сверхдостижениями — overachievement — здесь понимается более высокий уровень достижений, чем в среднем для учащихся данного уровня способностей). [Parsons, Frydenberg, Poole, 1996].
Тем не менее, уже можно ссылаться на данные, свидетельствующие, например, о том, что подростки (мужского пола), которые делают выбор в пользу более продуктивных копинг-стратегий, имеют явное преимущество в учёбе; а именно, они демонстрируют сильную склонность к тому, чтобы успевать лучше, чем мы можем ожидать, исходя из их результатов по тестам IQ [там же].
Стратегии, направленные на решение проблем, в общем, являются более эффективными, чем стратегии, назначение которых — совладание с отношением индивида к проблеме. Но, как бы то ни было, исследования также свидетельствуют, что применение сразу нескольких способов совладания более эффективно, чем выбор только одного конкретного способа реагирования на ситуацию [Carpenter, 1992, Wethington, Kessler, 1991, цит. по Муздыбаеву, 1998]. Как уже было сказано, эффективность копинг-стратегий зависит как от самой реакции, так и от контекста, в котором эта реакция осуществляется. Копинг-стратегии, неэффективные в одних ситуациях, могут оказаться вполне эффективными в других; например, стратегии, неэффективные в ситуации, которая неподконтрольна субъекту, могут быть эффективны в ситуациях, которые субъект способен контролировать и изменять в желаемую сторону.